# Singapore Tennis Open 2021 - Qualificazioni singolare
Le qualificazioni del singolare del Singapore Tennis Open 2021 sono un torneo di tennis preliminare per accedere alla fase finale della manifestazione. I vincitori dell'ultimo turno sono entrati di diritto nel tabellone principale. In caso di ritiro di uno o più giocatori aventi diritto a questi sono subentrati i Lucky loser, ossia i giocatori che hanno perso nell'ultimo turno ma che avevano una classifica più alta rispetto agli altri partecipanti che avevano comunque perso nel turno finale.

## Teste di serie
1. Thai-Son Kwiatkowski (qualificato)
2. Matteo Viola (ultimo turno)
3. Christopher Eubanks (qualificato)
4. Malek Jaziri (ultimo turno)

1. Altuğ Çelikbilek (qualificato)
2. John-Patrick Smith (qualificato)
3. Alessandro Bega (ultimo turno)
4. Vladyslav Orlov (primo turno)

## Qualificati
1. Thai-Son Kwiatkowski
2. Altuğ Çelikbilek

1. Christopher Eubanks
2. John-Patrick Smith

## Tabellone

### Legenda
| - Q = Qualificato - WC = Wild card - LL = Lucky loser | - ALT = Alternate - SE = Special Exempt - PR = Protected Ranking | - w/o = Walkover - r = Ritirato - d = Squalificato |

### Sezione 1
|  | Primo turno | Primo turno          | Primo turno          | Primo turno | Primo turno |  |  | Ultimo turno | Ultimo turno         | Ultimo turno         | Ultimo turno | Ultimo turno |  |
|  |             |                      |                      |             |             |  |  |              |                      |                      |              |              |  |
|  | 1           | Thai-Son Kwiatkowski | Thai-Son Kwiatkowski | 6           | 7           |  |  |              |                      |                      |              |              |  |
|  | Alt         | Luke Bambridge       | Luke Bambridge       | 4           | 64          |  |  | 1            | Thai-Son Kwiatkowski | Thai-Son Kwiatkowski | 6            | 6            |  |
|  | Alt         | Robert Galloway      | Robert Galloway      | 6           | 6           |  |  | Alt          | Robert Galloway      | Robert Galloway      | 2            | 3            |  |
|  | 8           | Vladyslav Orlov      | Vladyslav Orlov      | 4           | 4           |  |  |              |                      |                      |              |              |  |

### Sezione 2
|  | Primo turno | Primo turno      | Primo turno      | Primo turno | Primo turno |  |  | Ultimo turno | Ultimo turno     | Ultimo turno | Ultimo turno | Ultimo turno |  |
|  |             |                  |                  |             |             |  |  |              |                  |              |              |              |  |
|  | 2           | Matteo Viola     | Matteo Viola     | 6           | 6           |  |  |              |                  |              |              |              |  |
|  | Alt         | Alex Lawson      | Alex Lawson      | 3           | 2           |  |  | 2            | Matteo Viola     | 2            | 6            | 6            |  |
|  |             | Evan King        | Evan King        | 2           | 4           |  |  | 5            | Altuğ Çelikbilek | 6            | 0            | 7            |  |
|  | 5           | Altuğ Çelikbilek | Altuğ Çelikbilek | 6           | 6           |  |  |              |                  |              |              |              |  |

### Sezione 3
|  | Primo turno | Primo turno         | Primo turno         | Primo turno | Primo turno |  |  | Ultimo turno | Ultimo turno        | Ultimo turno        | Ultimo turno | Ultimo turno |  |
|  |             |                     |                     |             |             |  |  |              |                     |                     |              |              |  |
|  | 3           | Christopher Eubanks | Christopher Eubanks | 6           | 6           |  |  |              |                     |                     |              |              |  |
|  | Alt         | Rohan Bopanna       | Rohan Bopanna       | 3           | 4           |  |  | 3            | Christopher Eubanks | Christopher Eubanks | 6            | 6            |  |
|  |             | Fabrizio Ornago     | Fabrizio Ornago     | 5           | 2           |  |  | 7            | Alessandro Bega     | Alessandro Bega     | 1            | 2            |  |
|  | 7           | Alessandro Bega     | Alessandro Bega     | 7           | 6           |  |  |              |                     |                     |              |              |  |

### Sezione 4
|  | Primo turno | Primo turno        | Primo turno        | Primo turno | Primo turno |  |  | Ultimo turno | Ultimo turno       | Ultimo turno       | Ultimo turno | Ultimo turno |  |
|  |             |                    |                    |             |             |  |  |              |                    |                    |              |              |  |
|  | 4           | Malek Jaziri       | Malek Jaziri       | 6           | 6           |  |  |              |                    |                    |              |              |  |
|  | WC          | Shaheed Alam       | Shaheed Alam       | 1           | 3           |  |  | 4            | Malek Jaziri       | Malek Jaziri       | 5            | 6            |  |
|  | WC          | Roy Hobbs          | Roy Hobbs          | 1           | 1           |  |  | 6            | John-Patrick Smith | John-Patrick Smith | 7            | 7            |  |
|  | 6           | John-Patrick Smith | John-Patrick Smith | 6           | 6           |  |  |              |                    |                    |              |              |  |